# Thyretarctia brunneoaurantiaca
Thyretarctia brunneoaurantiaca är en fjärilsart som beskrevs av Sergius G. Kiriakoff 1973. Thyretarctia brunneoaurantiaca ingår i släktet Thyretarctia och familjen björnspinnare. Inga underarter finns listade i Catalogue of Life.